# 常海增
常海增，中华人民共和国政治人物、全国脱贫攻坚先进个人。

## 生平
常海增任通渭常家河福兴德农牧林专业合作社理事长。因在脱贫攻坚战中作出突出贡献，2021年2月25日全国脱贫攻坚总结表彰大会上，常海增被授予“全国脱贫攻坚先进个人”。